# Луций Ветурий Крас Цикурин (трибун 368 пр.н.е.)
Вижте пояснителната страница за други личности с името Луций Ветурий Крас Цикурин.
Луций Ветурий Крас Цикурин (на латински: Lucius Veturius Crassus Cicurinus) e политик и сенатор на Римската република през 4 век пр.н.е. Произлиза от фамилията Ветурии, клон Крас Цикурин.
През 368 и 367 пр.н.е. той е консулски военен трибун. През 367 пр.н.е. народните трибуни Гай Лициний Столон и Луций Секстий Латеран предлагат законите Leges Liciniae Sextiae.